# Saif Al Ameri
Saif Al Ameri (* 25. Dezember 1998) ist ein Eishockeyspieler aus den Vereinigten Arabischen Emiraten. Er spielt seit 2014 bei den Abu Dhabi Storms aus der Emirates Ice Hockey League.

## Karriere
Auf Vereinsebene tritt Saif Al Ameri für die Abu Dhabi Storms aus der Emirates Ice Hockey League an, die er mit dem Klub 2019 gewinnen konnte.

### International
Al Ameri nahm für die Eishockeynationalmannschaft der Vereinigten Arabischen Emirate an den Weltmeisterschaften der Division III 2017 und 2022, als erstmals der Aufstieg in die Division II gelang, sowie der Qualifikation für die Weltmeisterschaft der Division III 2019 teil. Bei der Weltmeisterschaft 2023 spielte er in der Division II. Darüber hinaus stand er im Aufgebot seines Landes bei den Winter-Asienspielen 2017 sowie beim IIHF U20 Challenge Cup of Asia 2018, bei dem die Bronzemedaille gewonnen wurde. Zudem vertrat er seine Farben bei der Olympiaqualifikation für die Winterspiele in Peking 2022.

## Erfolge und Auszeichnungen
- 2019 Meister der Vereinigten Arabischen Emirate mit den Abu Dhabi Storms

### International
- 2018 Bronzemedaille beim IIHF U20 Challenge Cup of Asia
- 2019 Qualifikation für die Division III bei der Qualifikation zur Weltmeisterschaft der Division III
- 2022 Aufstieg in die Division II, Gruppe B, bei der Weltmeisterschaft der Division III, Gruppe A
- 2023 Aufstieg in die Division II, Gruppe A, bei der Weltmeisterschaft der Division II, Gruppe B